# Qatna
Qatna is een archeologische vindplaats in Syrië. De moderne naam is Tell Mishrife
De stad was gelegen 18 km ten noordoosten van Homs op de grens van de vlakte van de Orontes en de Syrische steppe en lag op de karavaanroute naar Mari.

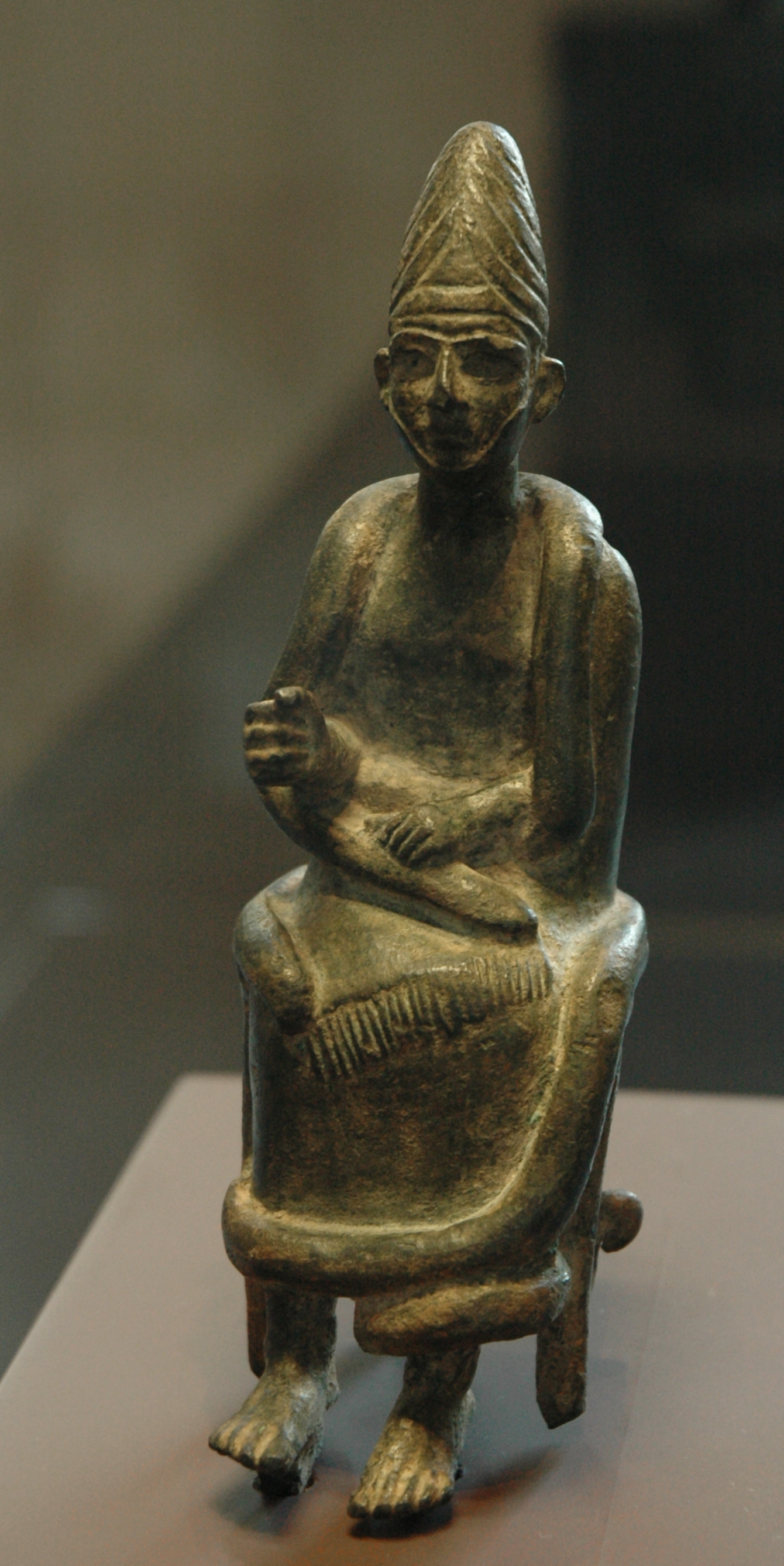
Zittende godheid. ca. 1600 v.Chr.

In de jaren 1920 en 30 groef de Franse onderzoeker Robert du Mesnil du Buisson een deel van de acropolis op, dat hij het paleis noemde. De opgravingen werden bemoeilijkt door het feit dat er in de 19e eeuw een dorpje op de plek gevestigd was waar een kleine 10.000 mensen woonden. In de jaren 1990 besloot de Syrische regering het gehele dorp te ontruimen en sindsdien is er een opgraving door Syrische, Duitse en Italiaanse archeologen.
Er worden vondsten gedaan uit de Midden- en Late Bronstijd en de IJzertijd. Een tijdlang moet het een van de grootste steden van westelijk Syrië geweest zijn. In de periode van 2000 -1600 v.Chr. streden er een aantal stadstaten om de macht in Mesopotamië. Samen met Yamhad was Qatna een van de westelijke rivalen van Mari, Isin, Larsa, Eshnunna en uiteindelijk Babylon.
Tot het jaar 1340 v.Chr. bloeide de stad als een vazalvorstendom van Egypte. In (omtrent) dat jaar werd de stad ingenomen door de Hettieten en ging zij in vlammen op. Voor de archeologie is dat een goede bijkomstigheid omdat daardoor een aantal tabletten in gemengd Babylonisch-Hurritisch spijkerschrift vrijwel onvergankelijk gemaakt zijn. Uit de Amarna-brieven was al bekend dat de plaatselijke vorst Akizzi tevergeefs een beroep op Egypte gedaan had tot het verlenen van steun tegen de Hettitische dreiging onder Suppiluliuma I. Het hof van Achnaton had echter andere zaken aan het hoofd en de steun bleef uit. De Hettieten ontvoerden het beeld van de god Shimigi van Qatna volgens brief 55 van El Amarna.